# Lilian Martin
Lilian Martin (né le 28 mai 1971 à Valréas dans le Vaucluse) est un footballeur français qui évoluait au poste de défenseur.

## Palmarès
AS Monaco
- Championnat de France (1) :
  - Champion : 1996-97.

- Trophée des Champions (1) :
  - Vainqueur : 1997.